# Liste der Fließgewässer im Flusssystem Wilde Rodach
Die Liste der Fließgewässer im Flusssystem Wilde Rodach umfasst alle direkten und indirekten Zuflüsse der Wilden Rodach, soweit sie namentlich auf der Topographischen Karte 1:10000 Bayern Nord (DK 10), im Kartenwerk des Stadtplandienstes der Euro-Cities AG oder im Kartenservicesystem des Bayerischen Landesamts für Umwelt (LfU) aufgeführt werden. Namenlose Zuläufe und Abzweigungen werden nicht berücksichtigt. Wenn sich der Gewässername nach dem Zusammenfluss zweier Gewässerabschnitte ändert, werden die beiden Zuflüsse als Quellzuflüsse separat angeführt, ansonsten erscheint der Teilbereichsname in Klammern. Die Längenangaben werden auf eine Nachkommastelle gerundet. Die Fließgewässer werden jeweils flussabwärts aufgeführt. Die orografische Richtungsangabe bezieht sich auf das direkt übergeordnete Gewässer.

## Wilde Rodach
Die Wilde Rodach ist der 21,9 km lange linke Quellfluss der Rodach.

## Zuflüsse
Direkte und indirekte Zuflüsse der Wilden Rodach
- Stollengrundbächlein (rechts), 1,7 km
- Ortsgraben (rechts), 0,6 km
- Eisenbach (rechts), 1,9 km
  - Aschengraben (links), 1,1 km
- Rosenbach (rechts), 1,7 km
- Wilder Rodachbach (links), 2,3 km
- Pechgraben (links), 0,5 km
- Triebersgraben (links), 1,1 km
- Zegast (rechts), 6,8 km, 9,0 km²
  - Lahmgrundbächlein[1] (rechts), 1,5 km
  - Leupoldsbach (rechts), 2,1 km
- Steingraben[2] (links), 0,2 km
- Thiemitz (rechts), 7,8 km, 15,0 km²
  - Langengrundbach[3] (rechts), 2,4 km
  - Hinterer Rotenbach (rechts), 0,9 km
  - Vorderer Rotenbach (rechts), 1,4 km
- Kleine Thiemitz[4] (rechts), 1,3 km
- Lamitz (rechts) 7,6 km, 14,95 km²
  - Höllgraben (rechts), 1,4 km
- Wellesbach (rechts), 4,2 km
- Schwörwitz (rechts), 2,6 km
- Köstenbach (links), 6,7 km, 13,96 km²
  - Degelmanngraben[5] (links), 1,2 km
  - Flemersbach (rechts), 0,8 km
  - Lambach (links), 2,9 km
- Krebsgraben (links), 1,7 km
- Schöpflbach (rechts), 1,8 km
- Leutnitz (rechts), 3,2 km
  - Wilde Leutnitz (rechts), 4,4 km
- Rieblichsgraben[6] (links), 1,5 km

## Flusssystem Rodach
siehe Liste der Fließgewässer im Flusssystem Rodach